# Шнирівська сільська рада
Шнирівська сільська рада — орган місцевого самоврядування у Бродівському районі Львівської області з адміністративним центром у с. Шнирів.

## Розташування
Шнирівська сільська рада розташована в східній частині Львівської області, в півднно-східному напрямі від районного центру міста Броди.

## Загальні відомості
Шнирівська сільська рада утворена у 1939 році. Населення — 1646 осіб.
Загальна територія Шнирівської сільської ради — 7334,7 га.

## Населені пункти
Сільській раді підпорядковані 4 населені пункти.
| № | Назва населеного пункту | Населення | Площа, км² | Густота населення | Дата заснування |
| - | ----------------------- | --------- | ---------- | ----------------- | --------------- |
| 1 | с. Шнирів               | 514       | 1,091      | 471,13            | 1557            |
| 2 | с. Білявці              | 501       | 1,509      | 332.010           | XVI ст.         |
| 3 | с. Бовдури              | 317       | 1,121      | 282.780           | 1515            |
| 4 | с. Клекотів             | 314       | 0,947      | 331,57            | 1419            |

## Склад ради
Рада складається з 16 депутатів та голови.

### Керівний склад ради
| ПІБ                        | Основні відомості                                               | Дата обрання | Дата звільнення |
| -------------------------- | --------------------------------------------------------------- | ------------ | --------------- |
| Яремчук Володимир Павлович | Сільський голова, 1963 р.н., безпартійний                       | 26.03.2006   | 31.10.2010      |
| Іванів Андрій Михайлович   | Сільський голова, 1974 р.н., освіта вища, член ВО «Батьківщина» | 31.10.2010   |                 |

Примітка: таблиця складена за даними джерела